# 农村三部曲
「秋收」重定至此，有關農業程序，見收割
《农村三部曲》，茅盾小说，包含《春蚕》、《秋收》、《残冬》三部相对独立又情节相关的小说。

## 概况
- 《春蚕》，最初发表于1932年11月《现代》第2卷第1期。
- 《秋收》，最初发表于1933年4月、5月的《申报月刊》第2卷第4期、第5期。
- 《残冬》，最初发表于1933年2月《东方杂志》第30卷第4号刊物。

## 情节
- 《春蚕》：老通宝在蚕茧大丰收的时候一度大喜，但之后卖茧所得竟然不够买青叶所借的债，结果气得大病一场。
- 《秋收》：老通宝经过辛勤劳动，水稻获得大丰收，结果米价大跌，又背了一身债。
- 《残冬》：老通宝的儿子多多头对通过劳动来改善生活不再抱有幻想，于是趁夜缴了三甲联合队的枪支，走向了武装斗争的道路。